# Hashim ibn 'Abd Allah
Hashim ibn 'Abd Allah (in arabo هاشم بن عبد الله‎?; Amman, 30 gennaio 2005) è un principe giordano, quartogenito di Abd Allah II e della regina Rania.

## Biografia

### Educazione e impegni
Il principe Hashim è nato nello stesso  giorno di suo padre nel 2005 ed è ritenuto appartenere alla 42ª generazione dei diretti discendenti del profeta Maometto.
Nel maggio 2023 si è diplomato alla King's Academy di Madaba e a giugno ha svolto il suo primo dovere ufficiale internazionale, accompagnando i genitori in visita di Stato in Spagna.
Il 14 agosto venne nominato reggente in assenza di suo padre, impegnato all'estero per un vertice tra Egitto, Giordania e Palestina.

### Carriera militare
Il 6 settembre 2021 è stato arruolato nelle Forze Armate Giordane come sottotenente.

## Titoli e trattamento
- 30 gennaio 2005 - attuale: Sua Altezza Reale, il principe Hashim di Giordania

## Ascendenza
|                           |   |                        | Genitori                |  |  | Nonni |  |  | Bisnonni           |  |  | Trisnonni                |  |
|                           |   |                        |                         |  |  |       |  |  | Talal di Giordania |  |  | Abd Allah I di Giordania |  |
|                           |   |                        |                         |  |  |       |  |  | Talal di Giordania |  |  | Abd Allah I di Giordania |  |
|                           |   | Musbah bint Nasser     |                         |  |  |       |  |  | Talal di Giordania |  |  |                          |  |
| Husayn di Giordania       |   |                        |                         |  |  |       |  |  | Talal di Giordania |  |  |                          |  |
|                           |   | Zein al-Sharaf Talal   | Jamal 'Ali bin Nasser   |  |  |       |  |  |                    |  |  |                          |  |
|                           |   | Zein al-Sharaf Talal   | Jamal 'Ali bin Nasser   |  |  |       |  |  |                    |  |  |                          |  |
|                           |   | Zein al-Sharaf Talal   | Wijdan Shakir Pascia    |  |  |       |  |  |                    |  |  |                          |  |
| Abd Allah II di Giordania |   | Zein al-Sharaf Talal   |                         |  |  |       |  |  |                    |  |  |                          |  |
|                           |   | Walter Percy Gardiner  | Arthur Gardiner         |  |  |       |  |  |                    |  |  |                          |  |
|                           |   | Walter Percy Gardiner  | Arthur Gardiner         |  |  |       |  |  |                    |  |  |                          |  |
|                           |   | Walter Percy Gardiner  | Mabel Jane Tovell       |  |  |       |  |  |                    |  |  |                          |  |
| Antoinette Avril Gardiner |   | Walter Percy Gardiner  |                         |  |  |       |  |  |                    |  |  |                          |  |
|                           |   | Doris Elizabeth Sutton | Arthur Sutton           |  |  |       |  |  |                    |  |  |                          |  |
|                           |   | Doris Elizabeth Sutton | Arthur Sutton           |  |  |       |  |  |                    |  |  |                          |  |
|                           |   | Doris Elizabeth Sutton | Dora Elizabeth Alderton |  |  |       |  |  |                    |  |  |                          |  |
| Hashim ibn 'Abd Allah     |   | Doris Elizabeth Sutton |                         |  |  |       |  |  |                    |  |  |                          |  |
|                           | … | …                      |                         |  |  |       |  |  |                    |  |  |                          |  |
|                           | … | …                      |                         |  |  |       |  |  |                    |  |  |                          |  |
|                           | … | …                      |                         |  |  |       |  |  |                    |  |  |                          |  |
| Faysal Sidqi al-Yasin     | … |                        |                         |  |  |       |  |  |                    |  |  |                          |  |
|                           |   | …                      | …                       |  |  |       |  |  |                    |  |  |                          |  |
|                           |   | …                      | …                       |  |  |       |  |  |                    |  |  |                          |  |
|                           |   | …                      | …                       |  |  |       |  |  |                    |  |  |                          |  |
| Rania al-Yasin            |   | …                      |                         |  |  |       |  |  |                    |  |  |                          |  |
|                           |   | …                      | …                       |  |  |       |  |  |                    |  |  |                          |  |
|                           |   | …                      | …                       |  |  |       |  |  |                    |  |  |                          |  |
|                           |   | …                      | …                       |  |  |       |  |  |                    |  |  |                          |  |
| Ilham al-Yasin            |   | …                      |                         |  |  |       |  |  |                    |  |  |                          |  |
|                           |   | …                      | …                       |  |  |       |  |  |                    |  |  |                          |  |
|                           |   | …                      | …                       |  |  |       |  |  |                    |  |  |                          |  |
|                           |   | …                      | …                       |  |  |       |  |  |                    |  |  |                          |  |
|                           |   | …                      |                         |  |  |       |  |  |                    |  |  |                          |  |